# Kraška vas
Kraška vas je naselje v Občini Brežice.

## Prebivalstvo
Etnična sestava 1991:
- Slovenci: 53 (98,1 %)
- Hrvati: 1 (1,9 %)